# Mortal Engines
Mortal Engines là tiểu thuyết kỳ ảo của nữ văn sĩ người Anh Philip Reeve.
Mortal Engines là cuốn sách đầu tiên của bộ, Mortal Engines Quartet, được xuất bản từ năm 2001 đến 2006.
Cuốn sách đã giành được một Nestlé Smarties Book Prize và lọt vào danh sách rút gọn của 2002 Whitbread Award.

## Tóm lược

### Nhân vật chính
- Tom Natsworthy
- Hester Shaw